# 国鉄ヒ300形貨車
国鉄ヒ300形貨車（こくてつヒ300がたかしゃ）は、日本国有鉄道（国鉄）が1949年（昭和24年）から製作した事業用貨車（控車）である。

## 概要
ヒ300形は、鉄道連絡船の航送用控車として1949年（昭和24年）から1966年（昭和41年）にかけて、ト20000形、ト1形、ワ1形、ワム3500形、ワ22000形を種車として37両（ヒ300 - ヒ317、ヒ324 - ヒ342）が製作された。またヒ500形より6両（ヒ540 - ヒ545初代）が1957年（昭和32年）に改番され本形式（ヒ318 - ヒ323）に編入された。改造は幡生工機部、多度津工場、五稜郭工機部、盛岡工機部の四か所にて行われた。
改造に際しては種車の上回りを撤去し、手摺を設置した。走行装置はシュー式である。
1968年（昭和43年）10月1日ダイヤ改正では高速化不適格車とされて最高速度65 km/hの指定車となり、識別のため記号に「ロ」が追加され「ロヒ」となり黄1号の帯を巻いている。
老朽化により淘汰が進み、1987年（昭和62年）4月1日の国鉄分割民営化に際しては、2両（ヒ333, ヒ334）のみが日本貨物鉄道（JR貨物）へ継承された。2両とも幌内駅で使用されていたが、ヒ334が1991年（平成3年）に、ヒ333が1993年（平成5年）12月16日に廃車となり形式消滅した。